# Nico Williams
Nicholas „Nico” Williams Arthuer (n. 12 iulie 2002, Pamplona, Spania) este un fotbalist spaniol, care evoluează pe postul de mijlocaș dreapta la Athletic Bilbao în La Liga și la echipa națională de fotbal a Spaniei.
S-a alăturat academiei de tineret a lui Athletic Bilbao în 2013, a fost promovat cu echipa de rezervă în 2020 și cu prima echipă un an mai târziu, devenind coechipierul fratelui său mai mare Iñaki. Fiind recunoscut pentru viteza și abilitățile sale de dribling, Williams a debutat pentru echipa de seniori a Spaniei în 2022 și a fost membru al echipei lor pentru Campionatul Mondial de Fotbal din 2022.

## Cariera pe echipe
Născut la Pamplona, Navarra, Williams s-a alăturat academiei de tineret a lui Athletic Bilbao în 2013 de la CA Osasuna, din orașul său natal. Și-a început cariera de seniori cu Basconia, în sezonul 2019-20.
Pe 11 mai 2020, Williams a fost promovat cu echipa de rezervă din Segunda División B. Și-a făcut debutul cu prima echipă – și în La Liga – pe 28 aprilie a anului următor, înlocuindu-l în a doua repriză pe Jon Morcillo într-o remiză 2–2 pe teren propriu împotriva lui Real Valladolid; Fratele său Iñaki a ieșit și el de pe bancă zece minute mai târziu. A fost prima dată la echipă când doi frați au fost pe teren în același timp de la Julio și Patxi Salinas în 1986.
Williams a marcat primele două goluri pentru Leii pe 6 ianuarie 2022, într-o victorie cu 2-0 împotriva lui Atlético Mancha Real în Copa del Rey. Șapte zile mai târziu, a marcat golul victoriei într-o victorie cu 2–1 asupra lui Atlético Madrid în semifinala Supercopei Spaniei 2021–22. Pe 20 ianuarie 2022, Williams a primit un contract pentru prima echipă după ce a îndeplinit o serie de clauze.
Williams a fost titular în patru dintre primele cinci meciuri ale sezonului de La Liga 2022-2023 și a fost numit jucătorul meciului într-o victorie cu 4-1 în deplasare împotriva lui Elche CF pe 11 septembrie 2022. În prima jumătate de oră a meciului, a pus presiune pe un adversar făcându-l pe acesta să-și dea autogol, a obținut un penalti după ce a fost împiedicat (transformat de Oihan Sancet), apoi a marcat singur printr-un dribling de pe aripa dreaptă și un șut puternic pentru primul său gol în competiție. Întâmplător, acesta a fost același loc și adversar în care fratele său a găsit plasa pentru prima dată în campionat cu șapte ani mai devreme. A marcat din nou săptămâna următoare, golul decisiv al unei victorii cu 3–2 asupra lui Rayo Vallecano și primul înscris pe San Mamés.
Athletic a început puternic sezonul 2023–24 din La Liga, Williams oferind numeroase șanse de gol, în principal din aripa stângă, în timp ce antrenorul Ernesto Valverde s-a instalat pe o linie din față, cu Iñaki pe flancul opus și Gorka Guruzeta în centru. Contractul său urma să expire în 2024 și speculațiile media care îl lega de cluburi precum Aston Villa, Barcelona, Liverpool și Real Madrid, i-au făcut pe reprezentanții lui Williams să negocieze renovarea timp de câteva luni până au ajuns la un acord cu un contract până în 2027 convenit pe 1 decembrie 2023.

## Cariera la națională
Williams a reprezentat pentru prima dată Spania cu echipa sub 18 ani în 2020, marcând două goluri în patru meciuri. A fost convocat cu naționala sub-19 a Spaniei în februarie 2021, și a debutat cu sub 21 în septembrie același an. A primit prima convocare la echipa de seniori, antrenată de Luis Enrique, pentru meciurile din UEFA Nations League 2022-2023 în septembrie 2022. Pe 17 noiembrie, a marcat primul său gol pentru echipa națională într-un amical împotriva Iordaniei și ulterior a fost convocat pentru Campionatul Mondial de Fotbal din 2022, unde a avut patru apariții (una ca titular), în timp ce Spania a fost eliminată la loviturile de departajare de Maroc în șaisprezecimile de finală.

## Viața personală
Williams s-a născut în Pamplona din părinți ghanezi, care au călătorit prin Deșertul Sahara pentru a ajunge în Melilla, un oraș autonom spaniol situat în Africa de Nord. Fratele său mai mare Iñaki Williams este, de asemenea, fotbalist și atacant; și el a fost crescut la Athletic Bilbao, născut în Spania la scurt timp după ce părinții lui au sosit acolo. Nico poartă de obicei Williams Jr pe spatele tricoului, inclusiv în meciurile internaționale care nu îl implică pe Iñaki. Crescând, a fost un fan al lui Asamoah Gyan.

## Statistici carieră
La 1 mai 2025.
| Club              | Sezon         | Ligă               | Ligă    | Ligă   | Copa del Rey | Copa del Rey | Europa  | Europa | Altele  | Altele | Total   | Total  |
| Club              | Sezon         | Divizie            | Meciuri | Goluri | Meciuri      | Goluri       | Meciuri | Goluri | Meciuri | Goluri | Meciuri | Goluri |
| ----------------- | ------------- | ------------------ | ------- | ------ | ------------ | ------------ | ------- | ------ | ------- | ------ | ------- | ------ |
| Basconia          | 2019–20       | Tercera División   | 3       | 0      | —            | —            | —       | —      | 1       | 0      | 4       | 0      |
| Athletic Bilbao B | 2020–21       | Segunda División B | 24      | 9      | —            | —            | —       | —      | 2       | 0      | 26      | 9      |
| Athletic Bilbao   | 2020–21       | La Liga            | 2       | 0      | 0            | 0            | —       | —      | 0       | 0      | 2       | 0      |
| Athletic Bilbao   | 2021–22       | La Liga            | 34      | 0      | 4            | 2            | —       | —      | 2       | 1      | 40      | 3      |
| Athletic Bilbao   | 2022–23       | La Liga            | 36      | 6      | 7            | 3            | —       | —      | —       | —      | 43      | 9      |
| Athletic Bilbao   | 2023–24       | La Liga            | 31      | 5      | 6            | 3            | —       | —      | —       | —      | 37      | 8      |
| Athletic Bilbao   | 2024–25       | La Liga            | 28      | 5      | 2            | 1            | 13      | 5      | 1       | 0      | 44      | 11     |
| Athletic Bilbao   | Total         | Total              | 131     | 16     | 19           | 9            | 13      | 5      | 3       | 1      | 166     | 31     |
| Total carieră     | Total carieră | Total carieră      | 158     | 25     | 19           | 9            | 13      | 5      | 6       | 1      | 196     | 40     |

1. ↑  Apariție în play-off din Tercera División
2. ↑  Apariții în play-off din Segunda División B
3. 1 2  Apariții în Supercopa de España
4. ↑  Apariții în UEFA Europa League